# 1585 Union
Union (asteroide 1585) é um asteroide da cintura principal com um diâmetro de 50,42 quilómetros, a 2,0316607 UA. Possui uma excentricidade de 0,3069817 e um período orbital de 1 833,38 dias (5,02 anos).
Union tem uma velocidade orbital média de 17,3956044 km/s e uma inclinação de 26,15969º.
Esse asteroide foi descoberto em 7 de Setembro de 1947 por Ernest Johnson.